# Daniel Baldi
Daniel Eduardo Baldi Alfano
(Colonia del Sacramento, 23 de noviembre de 1981) es un futbolista y escritor uruguayo.

## Biografía
Nació en el departamento de Colonia, se mudó a Montevideo para jugar al fútbol. Tiene más de 15 libros editados entre novelas y libros infantiles. Ha jugado en clubes como: Plaza Colonia, Peñarol, Cerro, Danubio (2007), y en el exterior en el Cruz Azul de México (2003), Nueva Chicago de Buenos Aires (2004), Mineros de Venezuela (2006) y Treviso de Italia (2007).
Se realizó la película Mi mundial, basada en el libro homónimo de Daniel Baldi. En los años 2010 y 2011 la novela fue premio Libro de Oro en la categoría infantil en Uruguay, con más de 25 000 ejemplares vendidos, un número sin precedentes para la literatura infantil uruguaya. La historia Aventuras de baby fútbol, fue publicada como promoción por Fin de Siglo en 2007.
Los libros de Mi Mundial y La Botella F.C., fueron publicados en Uruguay, Perú, Argentina, Paraguay y México.
Se desempeña como director técnico de las categorías sexta y séptima de Raciocina Club de Montevideano.
Desde 2016, es director de la organización no gubernamental gestionada por futbolistas uruguayos de todo el mundo Fundación Celeste.
Está en pareja con Martina Gadea con quien tiene dos hijas. Su otro hijo (anterior pareja) es Salvador Baldi (que jugó en Danubio y Albion).

## Libros
- 2007, La Botella F.C. ¡La 10 a la cancha!.
- 2007, El desafío de la montaña.
- 2008, La Botella F.C. La 11 se la juega.
- 2009, La Botella F.C. El salto a los 12.
- 2010, La Botella F.C. El desafío final.
- 2010, Mi Mundial. con prólogo de Diego Lugano.
- 2011, El súper Maxi del gol.
- 2012, Los mellis. con prólogo de Alejandra Forlán.
- 2013, Entre dos pasiones. Alfaguara.
- 2014, Mi Mundial 2. Alfaguara Infantil con prólogo de Diego Lugano.
- 2014, Elige tu propio penal.  Alfaguara.
- 2015, Estadio lleno.  Alfaguara.
- 2016, El muro.  Loqueleo.[5]
- 2016, Una historia no tan de fútbol con prólogo de Darwin Desbocati.[6]
- 2017, Mi mundial (basado en Diego Lugano)
- 2017, El doble. Planeta
- 2019, Los visitantes.[7]
- 2021, Los mellis. El cuaderno azul.[8]
- 2021, Gracias a Peñarol
- 2021, nacional gallineta

## Clubes
Durante el período comprendido entre 2001 y 2007 la ficha del jugador pertenecía a Plaza Colonia 
| Club               | País      | Año       |
| ------------------ | --------- | --------- |
| Plaza Colonia      | Uruguay   | 2001      |
|                    |           |           |
| Plaza Colonia      | Uruguay   | 2002-2003 |
| Cruz Azul          | México    | 2003      |
| Nueva Chicago      | Argentina | 2004      |
| Peñarol            | Uruguay   | 2004      |
| Plaza Colonia      | Uruguay   | 2005      |
| Mineros de Guayana | Venezuela | 2006      |
| Treviso            | Italia    | 2006      |
| Teramo Calcio      | Italia    | 2007      |
| Cerro              | Uruguay   | 2007-2008 |
| Danubio            | Uruguay   | 2008      |
| Bella Vista        | Uruguay   | 2009-2011 |